# Oberonia cordata
Oberonia cordata är en orkidéart som beskrevs av Rudolf Schlechter. Oberonia cordata ingår i släktet Oberonia och familjen orkidéer. Inga underarter finns listade i Catalogue of Life.